# Rosmanith

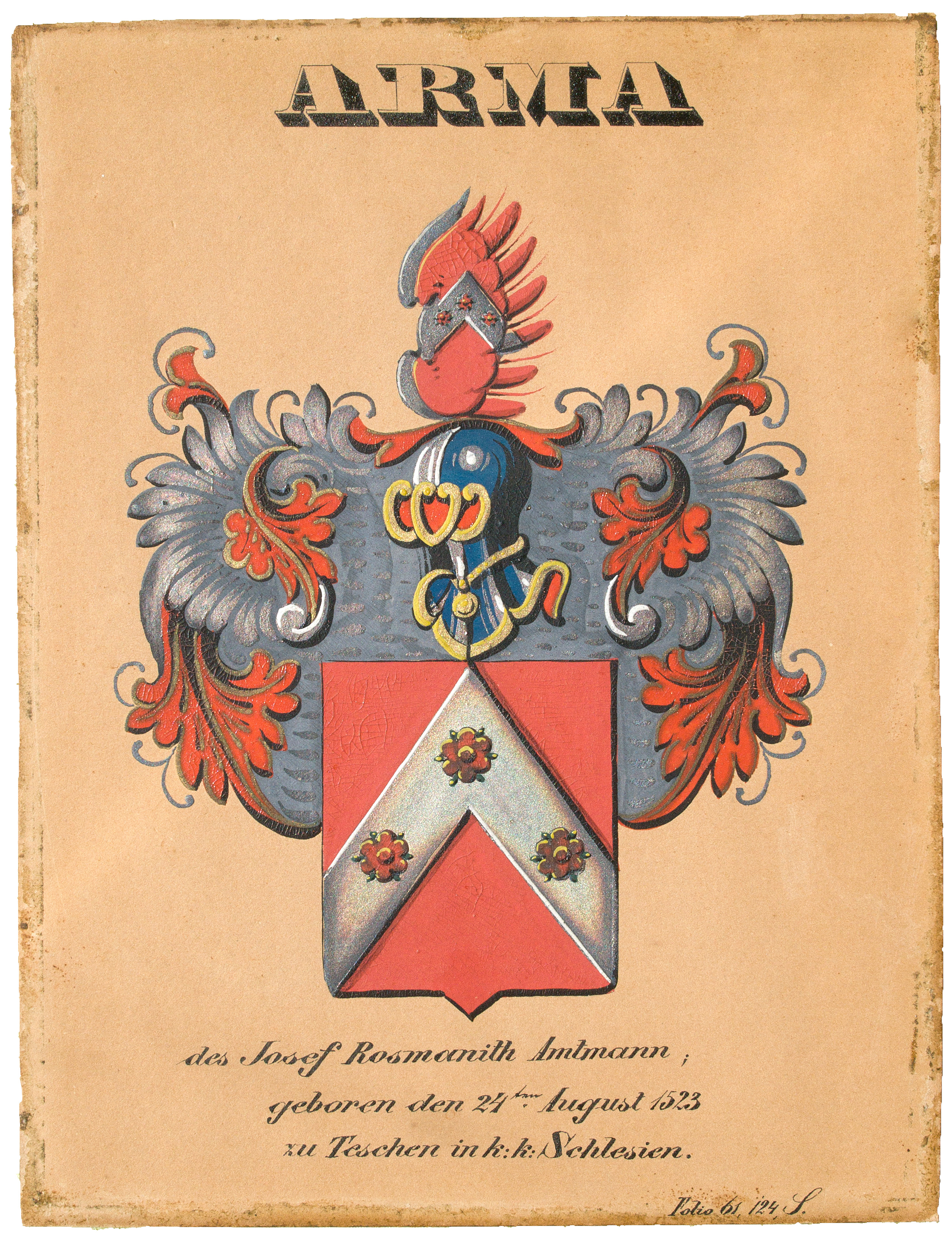
Wappen des Josef Rosmanith (1523)

Rosmanith ist ein Familienname.

## Namensträger
- Alois Roßmanith (1909–1957), österreichischer Arbeiterdichter
- Florian Rossmanith (* 1978), deutscher Künstler
- Gabriele Rossmanith (* 1956), deutsche Sopranistin
- Kurt Rossmanith (* 1944), deutscher Politiker (CSU)
- Peter Rosmanith (* 1956), österreichischer Perkussionist
- Peter Rossmanith (* 1965), tschechisch-deutscher Informatiker
- Richard Roßmanith (* 1955), Generalleutnant des Heeres der Bundeswehr